# 西渡槇
西渡 槇（にしわたり まき）は、日本の漫画家。

## 作品リスト

### 連載
- 妄想高校教員 森下（『ヤングガンガン』2013年15号[1] - 2016年No.4[2]、全5巻） - 読み切りから連載化[1]
- 宇津野先生はメランコリック（『ヤングガンガン』2017年No.6[3] - 2018年No.6、全2巻）
- Sとの遭遇（『週刊ヤングマガジン』2018年33号[4] - 2019年22・23合併号、全2巻）
- 英語××センセイ（仮）（『月刊ヤングマガジン』2020年4月号[5] - 、既刊2巻）
- バビブイチューバー!! パピィ（『コミックDAYS』2022年10月13日 - 2025年6月19日、全3巻）

### 読み切り
- このアシスタントがヒドい！（『ヤングガンガン』2016年No.21[6]）